# Белмон (Жерс)
Белмон (фр. Belmont) насеље је и општина у јужној Француској у региону Миди Пирене, у департману Жерс која припада префектури Ош.
По подацима из 2011. године у општини је живело 151 становника, а густина насељености је износила 10,0 становника/km². Општина се простире на површини од 15,1 km². Налази се на средњој надморској висини од 182 метара (максималној 212 m, а минималној 130 m).

## Демографија
| 1962. | 1968. | 1975. | 1982. | 1990. | 1999. | 2011. |
| ----- | ----- | ----- | ----- | ----- | ----- | ----- |
| 234   | 246   | 225   | 191   | 165   | 150   | 151   |

График промене броја становника у току последњих година